# Route d'Occitanie

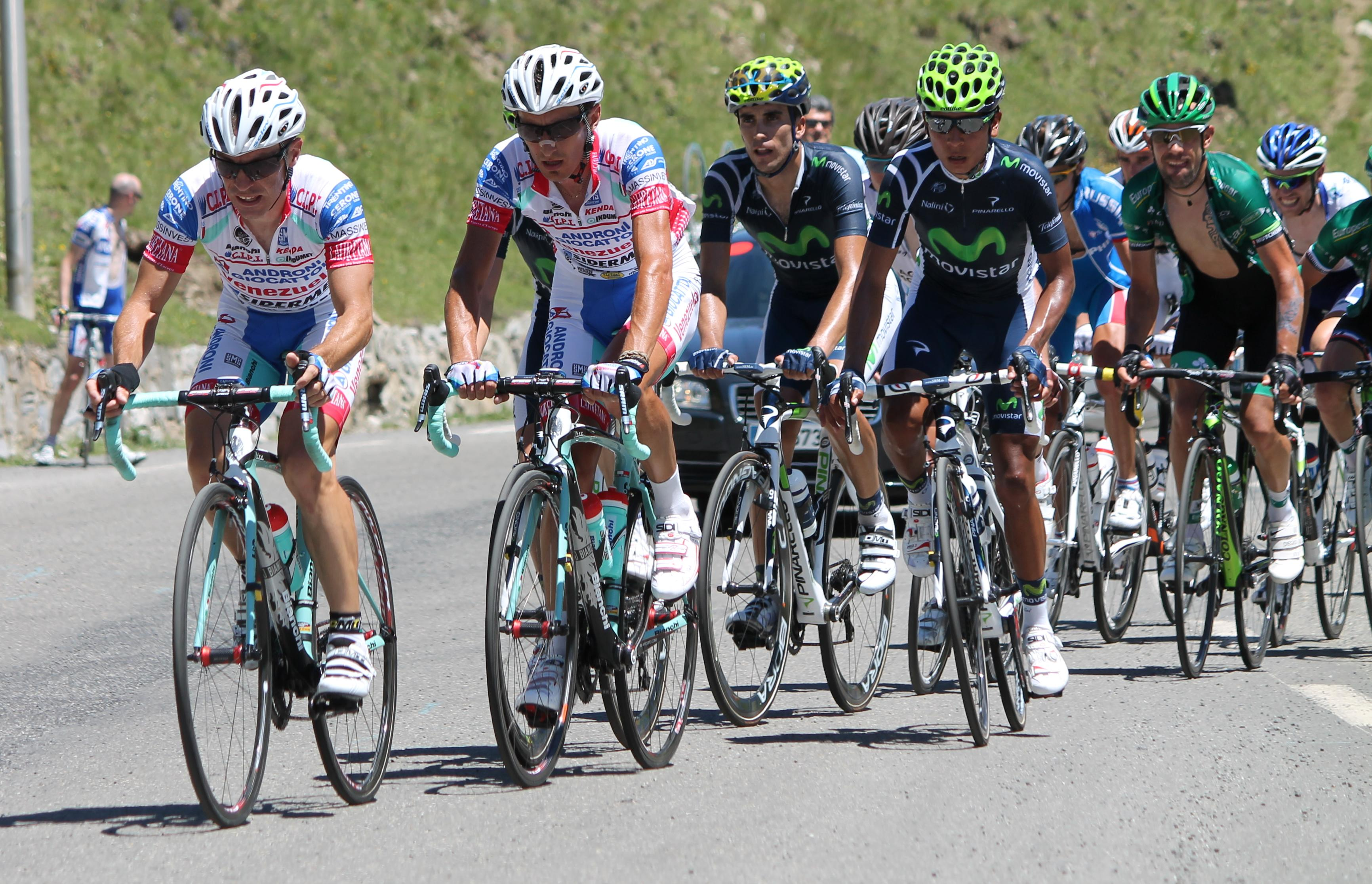
Il gruppo alla Route du Sud 2012

La Route d'Occitanie, ufficialmente La Route d'Occitanie - La Dépêche du Midi, è una corsa a tappe maschile di ciclismo su strada che si svolge ogni anno in giugno nella regione dell'Occitania, in Francia. Fondata nel 1977, dal 2005 è inserita nel calendario del circuito UCI Europe Tour come prova di classe 2.1.

## Storia
Creata nel 1977 con il nome di "Tour du Tarn" e limitata al solo omonimo dipartimento di Tarn, a partire dal 1982 ampliò i propri orizzonti toccando anche altri dipartimenti del sud della Francia, adottando la denominazione "Tour Midi-Pyrénées". Nel 1988 un'ulteriore modifica vide la corsa assumere il nome "Route du Sud", appellativo utilizzato fino al 2017; dall'anno successivo infatti la manifestazione venne rinominata "Route d'Occitanie - La Dépêche du Midi".

## Percorso
Considerata una sorta di spartiacque tra la prima e la seconda parte della stagione, presenta nel percorso alcune delle salite pirenaiche affrontate anche dal Tour de France, e di conseguenza è spesso utilizzata come prova di rifinitura per chi affronta la Grande Boucle.

## Maglie
Le maglie attribuite ai leader delle varie classifiche ricalcano parzialmente quelle del Tour: arancione al primo nella generale, verde al corridore con più punti, rosa al miglior scalatore e bianca al miglior giovane.

## Albo d'oro
Aggiornato all'edizione 2025.
| Anno               | Vincitore                 | Secondo                 | Terzo                    |
| Tour du Tarn       | Tour du Tarn              | Tour du Tarn            | Tour du Tarn             |
| ------------------ | ------------------------- | ----------------------- | ------------------------ |
| 1977               | Jacques Esclassan         | Bernard Hinault         | Jean-Pierre Danguillaume |
| 1978               | Pierre-Raymond Villemiane | Roger Legeay            | Dominique Sanders        |
| 1979               | Yvon Bertin               | Jacques Bossis          | Bernard Hinault          |
| 1980               | Gilbert Duclos-Lassalle   | Patrick Bonnet          | Patrick Friou            |
| 1981               | Jean-René Bernaudeau      | Marc Madiot             | Greg LeMond              |
| Tour Midi-Pyrénées |                           |                         |                          |
| 1982               | Francesco Moser           | Jean-René Bernaudeau    | Michel Laurent           |
| 1983               | Gilbert Duclos-Lassalle   | Charly Mottet           | Stephen Roche            |
| 1984               | Pascal Simon              | Michel Laurent          | Edgar Corredor           |
| 1985               | Stephen Roche             | Laurent Fignon          | Frédéric Vichot          |
| 1986               | Niki Rüttimann            | Charly Mottet           | Claude Criquielion       |
| 1987               | Régis Clère               | Éric Boyer              | Yvon Madiot              |
| Route du Sud       |                           |                         |                          |
| 1988               | Ronan Pensec              | Gilbert Duclos-Lassalle | Robert Millar            |
| 1989               | Gilbert Duclos-Lassalle   | Éric Boyer              | Jesús Montoya            |
| 1990               | Yves Bonnamour            | Frédéric Vichot         | Luc Suykerbuyk           |
| 1991               | Laurent Dufaux            | Philippe Louviot        | Carlos Galarreta         |
| 1992               | Artūras Kasputis          | Fabian Jeker            | Laurent Biondi           |
| 1993               | Éric Boyer                | Laurent Brochard        | Eric Van Lancker         |
| 1994               | Álvaro Mejía              | Richard Virenque        | Charly Mottet            |
| 1995               | Laurent Dufaux            | Carmino Miranda         | Laurent Madouas          |
| 1996               | Laurent Jalabert          | Giuseppe Guerini        | Joona Laukka             |
| 1997               | Patrick Jonker            | Massimo Donati          | François Simon           |
| 1998               | Armand de Las Cuevas      | Michael Boogerd         | Santiago Blanco          |
| 1999               | Jonathan Vaughters        | Patrick Jonker          | Mario Aerts              |
| 2000               | Tomasz Brożyna            | Francisco Mancebo       | Patrice Halgand          |
| 2001               | Andrej Kivilëv            | Jens Voigt              | Raimondas Rumšas         |
| 2002               | Levi Leipheimer           | Aitor Kintana           | Andrej Kivilëv           |
| 2003               | Michael Rogers            | Pietro Caucchioli       | Nicolas Vogondy          |
| 2004               | Bradley McGee             | Sandy Casar             | Torsten Hiekmann         |
| 2005               | Sandy Casar               | Przemysław Niemiec      | Benoît Salmon            |
| 2006               | Thomas Voeckler           | Pierrick Fédrigo        | Julien Mazet             |
| 2007               | Óscar Sevilla             | Massimo Giunti          | Markus Eibegger          |
| 2008               | Daniel Martin             | Christophe Moreau       | Luca Pierfelici          |
| 2009               | Przemysław Niemiec        | Julien Loubet           | Giampaolo Caruso         |
| 2010               | David Moncoutié           | Alexandre Geniez        | Fortunato Baliani        |
| 2011               | Vasil' Kiryenka           | Davide Rebellin         | Peter Kennaugh           |
| 2012               | Nairo Quintana            | Hubert Dupont           | Anthony Charteau         |
| 2013               | Thomas Voeckler           | Franco Pellizotti       | John Gadret              |
| 2014               | Nicolas Roche             | Alejandro Valverde      | Michael Rogers           |
| 2015               | Alberto Contador          | Nairo Quintana          | Pierre Latour            |
| 2016               | Nairo Quintana            | Marc Soler              | Nicolas Edet             |
| 2017               | Silvan Dillier            | Richard Carapaz         | Kenny Elissonde          |
| Route d'Occitanie  |                           |                         |                          |
| 2018               | Alejandro Valverde        | Daniel Navarro          | Kenny Elissonde          |
| 2019               | Alejandro Valverde        | Iván Sosa               | Rigoberto Urán           |
| 2020               | Egan Bernal               | Pavel Sivakov           | Aleksandr Vlasov         |
| 2021               | Antonio Pedrero           | Jesús Herrada           | Óscar Rodríguez          |
| 2022               | Michael Woods             | Carlos Rodríguez        | Jesús Herrada            |
| 2023               | Michael Woods             | Cristián Rodríguez      | Georg Steinhauser        |
| 2024               | annullata                 | annullata               | annullata                |
| 2025               | Nicolas Prodhomme         | Davide Piganzoli        | Steff Cras               |

### Vittorie per nazione
Aggiornato all'edizione 2025.
| Pos.          | Nazione       | Vittorie |
| ------------- | ------------- | -------- |
| 1             | Francia       | 19       |
| 2             | Spagna        | 5        |
| 3             | Svizzera      | 4        |
| 3             | Colombia      | 4        |
| 5             | Irlanda       | 3        |
| 6             | Australia     | 2        |
| 6             | Polonia       | 2        |
| 6             | Canada        | 2        |
| 9             | Italia        | 1        |
| 9             | Lituania      | 1        |
| 9             | Paesi Bassi   | 1        |
| 9             | Stati Uniti   | 1        |
| 9             | Kazakistan    | 1        |
| 9             | Bielorussia   | 1        |
| Non Assegnati | Non Assegnati | 1        |